# Gabrielle Pleau
 (avril 2025).
Si vous disposez d'ouvrages ou d'articles de référence ou si vous connaissez des sites web de qualité traitant du thème abordé ici, merci de compléter l'article en donnant les références utiles à sa vérifiabilité et en les liant à la section « Notes et références ».
Gabrielle Pleau, surnommée « Gaby Pleau », née le 29 septembre 1920 à Loretteville (Québec) et morte le 27 octobre 2000, est une pionnière du ski au Québec. Alors que le ski alpin devient très populaire au tournant des années 1940, Gabrielle Pleau s'impose comme l'une des principales figures de la discipline. Elle est la première Québécoise francophone à faire partie de l’équipe canadienne de ski alpin. Grande sportive et femme d’affaires, Gabrielle Pleau contribue tout au long de sa vie à l’émancipation du ski féminin au Québec.

## Jeunesse et débuts sportifs
Gabrielle Pleau naît le 29 septembre 1920 à Loretteville, quartier de la ville de Québec. Elle est la fille de Joseph Pleau, fourreur et taxidermiste, et de Malvina Jinchereau également taxidermiste. Elle est la troisième d’une fratrie de quatre filles. Le père de Gabrielle meurt brutalement à l’âge de trente-neuf ans alors qu’elle n’a que cinq ans. Mère stricte, Malvina Jinchereau refuse de placer ses enfants dans un orphelinat et se dévoue entièrement à leur éducation. Elle dirige en parallèle l’entreprise de fourrure familiale fondée par son mari, d'abord appelée Pleau & Filles, puis renommée Pleau & Pleau en 1945.
Contrairement aux jeunes filles de son âge, Gabrielle s’épanouit à l’extérieur du foyer familial. Elle ne répond pas aux codes de la société des années 1930, jouant au baseball et au hockey avec les garçons de son quartier, qui la surnomment « la diablesse » en raison de ses performances sportives remarquables. Elle chausse des skis pour la première fois à l'âge de huit ans. Autodidacte, Gabrielle Pleau apprend seule la technique du ski parallèle, en observant les leçons dispensées par Fritz Loosli au Mont Saint-Castin et en consultant les rares manuels de ski alors disponibles. À quinze ans, elle est déjà considérée comme la meilleure athlète de la région de Québec en ski de randonnée et en patinage de vitesse.

## Carrière en ski alpin
Gabrielle Pleau participe à ses premières compétitions sportives dès l’âge de dix ans. Elle convainc sa mère de la laisser participer au festival des sports d’hiver de son patelin, où elle remporte la course de raquettes. Elle continue de participer aux compétitions organisées par sa région et est sacrée championne féminine du championnat de ski de fond du district de Québec en 1936 et 1937.
Gabrielle Pleau pratique le ski alpin sur le domaine du mont Murphy, (rebaptisé mont Saint-Castin) au Lac Beauport, berceau du ski alpin dans la région de Québec. En janvier 1939, elle y remporte la première épreuve féminine de slalom. En 1942, elle devient championne provinciale de slalom. En avril 1946, elle participe à une compétition à Banff en Alberta, hors de sa région, où elle est sacrée championne canadienne de ski alpin féminin à l’âge de vingt-six ans. Ce titre lui ouvre les portes de l’équipe canadienne sélectionnée pour participer aux Jeux olympiques d’hiver de 1948, à Saint-Moritz, dans les Alpes suisses. Elle est la première Franco-Canadienne à obtenir cet honneur.

## Fin de carrière et engagements
En avril 1946, lors d’une compétition à Soda Springs, en Californie, Gabrielle Pleau est victime d’un grave accident : l’un de ses skis se brise sur une roche, entraînant une chute qui lui cause une fracture de la jambe droite à huit endroits. Le lendemain, un chirurgien lui pose des tiges d’acier et lui administre des soins d’urgence, lui conseillant de retourner au Québec pour poursuivre son traitement.  Elle préfère toutefois séjourner au Mexique, sur l'invitation d'un ami. Dans ce climat chaud, une infection se développe, menaçant sa jambe de gangrène. Elle échappe de peu à une amputation grâce à une intervention médicale sur place. De son retour à Québec, sa jambe se fracture de nouveau et est immobilisée dans un plâtre pendant plusieurs mois.
Par la suite, Gabrielle reprend la pratique du ski, mais sans retour à la compétition. Elle se consacre à la formation de talents féminins. Diplômée monitrice de ski, elle fonde à l’automne 1947 avec l’aide d’Huguette Plamondon, pionnière du mouvement d’émancipation des femmes, le club école de ski Saint-Castin du Lac Beauport, destiné à former des skieuses d’élite. Gabrielle reprend aussi la gestion de l'entreprise familiale Pleau & Pleau dont elle deviendra propriétaire. En tant que déléguée canadienne au congrès de la Fédération internationale de ski, elle soutient la candidature de la ville de Calgary (Canada) pour les Jeux olympiques d’hiver de 1968. La candidature canadienne est devancée par celle de Grenoble, mais Calgary accueillera les Jeux olympiques vingt ans plus tard, en 1988.
En 1948, Gabrielle Pleau fonde une agence d’importation d’équipements de ski français, qu’elle abandonne en 1953 après son mariage avec Ludovic Fortin, pharmacien de profession et musicien à l’Orchestre symphonique de Québec. Le couple a deux enfants : Guy Fortin, né en 1955, et Louise Fortin, née en 1958. En 1971, Gabrielle Pleau se sépare de son mari et élève seule ses enfants. En parallèle, Gabrielle poursuit son engagement dans l’Association canadienne de ski amateur en tant que présidente du comité féminin. Elle assiste au succès de Nancy Greene, qui remporte une deuxième Coupe du monde lors des Jeux olympiques de 1968.
Dans les dernières années de sa vie, Gabrielle s'investit dans sa paroisse de Sainte-Foy. Elle meurt le 27 octobre 2000 à l’âge de quatre-vingts ans.

## Reconnaissance et héritage
En 1984, Gabrielle Pleau est intronisée au Temple de la renommée du ski canadien, qui rend hommage aux personnalités ayant contribué au développement du ski au Canada.
Une piste bleue du domaine Centre Ski Le Relais au Québec porte son nom : « Gaby-Pleau ». Un parc situé dans son quartier natal de Loretteville est également nommé en son honneur : « le parc Gaby Pleau ».